# Embelia loheri
Embelia loheri är en viveväxtart som beskrevs av Elmer Drew Merrill. Embelia loheri ingår i släktet Embelia och familjen viveväxter. Inga underarter finns listade i Catalogue of Life.